# Ramón Otoniel Olivas
Ramón Otoniel Olivas   (Estelí, 28 de febrer de 1968) és un exfutbolista nicaragüenc de la dècada de 1990.
Fou 11 cops internacional amb la selecció de Nicaragua.
Pel que fa a clubs, destacà a Real Estelí.
Trajectòria com a entrenador:
- 2002-2009: Real Estelí
- 2008-2009:  Nicaragua
- 2009-2018: Real Estelí